# Parfait (katharisme)
Een parfait was een kathaarse geestelijke. Zowel mannen als vrouwen waren parfait(e)s. De katharen vormden een christelijke, buitenkerkelijke groepering in de late Middeleeuwen in het zuiden van Frankrijk en het westen  van Duitsland. De naam is afgeleid van 'hereticus perfectus' zoals de Inquisitie hen noemde. Dat betekent "(ver)volmaakte ketter", een kathaar die zich vervolmaakt had in de kathaarse leer.

## Wijding en levensregel
De parfait had, na een noviciaat, het consolamentum ontvangen. Dit was het enige sacrament voor de katharen. Het was een vorm van inwijding in de Heilige Geest en gebeurde door handoplegging. Hierdoor werd de goddelijke geest in de mens in contact gebracht met de Heilige Geest, waardoor de mens in staat werd zijn goddelijke oorsprong te ervaren. Na het consolamentum moest hij leven volgens een strikte regel. Deze regel legde een strenge vorm van ascese op, waaronder het verbod om dierlijk voedsel te eten en het gebod om een evangelische moraal te beoefenen: verbod om te vloeken, te liegen en te doden. Het consolamentum kon pas ontvangen worden op volwassen leeftijd; de katharen meenden dat dit bewust moest gebeuren, in alle vrijwilligheid.